# Nal'čik
Nál'čik (in russo Нáльчик?; in cabardo Налшык, Nalšyk; in balcaro Налчыкъ, Nalçıq) (240.302 ab.) è una città della Russia europea meridionale, nel Caucaso, nella valle del fiume omonimo a circa 550 m di quota; è la capitale della Repubblica Autonoma di Cabardino-Balcaria.

## Toponimo
Il termine Nál'čik significa letteralmente "piccolo ferro di cavallo" in cabardo e in balcaro; è un diminutivo di na'l, vocabolo comune alle principali lingue mediorientali (arabo, persiano, turco) per indicare il ferro di cavallo, probabilmente derivante dall'antico scitico nalak. La città fu denominata in questo modo in virtù della sua conformazione tra i monti del Caucaso.

## Storia
La fondazione della città risale al 1818, quando i coloni e i soldati russi in avanzamento nel Caucaso costruirono un fortino in un territorio popolato da parecchio tempo dalle popolazioni dei Cabardi e dei Balcari. Ottenne lo status di città nel 1921, dopo la Rivoluzione d'ottobre, quando divenne il centro amministrativo del circondario autonomo dei Cabardini.
La città subì l' occupazione tedesca durante l'ultima guerra dall'ottobre 1942 al gennaio 1943, subendo notevoli danni. Nel 2008 vi si è svolto il 30º Campionato del mondo femminile di scacchi, che ha visto la vittoria della giocatrice russa Aleksandra Kostenjuk. Il 28 settembre del 2012 vi si sono svolte le Olimpiadi del Caucaso, che hanno visto la partecipazione di circa 2000 atleti di tutte le repubbliche del Caucaso.

## Economia
La città è il principale centro industriale (metallurgia, manifattura di macchine, materiali da costruzione) e culturale della sua Repubblica Autonoma; è presente anche una certa attività turistica.